# بارنابوس (ویرجینیای غربی)
بارنابوس (به انگلیسی: Barnabus) یک منطقهٔ مسکونی در ایالات متحده آمریکا است که در شهرستان لوگان، ویرجینیای غربی واقع شده‌است. بارنابوس ۲۶۴٫۸۷ متر بالاتر از سطح دریا واقع شده‌است.